# Laurin von Piechowski
Laurin von Piechowski (* 22. Februar 1994 in Berlin) ist ein deutscher Fußballspieler.

## Karriere
Nach seinen Anfängen in der Jugend der Berliner Vereine LFC Berlin, BFC Preussen und Hertha Zehlendorf wechselte er in die Jugendabteilung vom SV Babelsberg 03. Nach mehreren Saisons in Brandenburg wechselte er im Sommer 2017 in die 3. Liga zum Chemnitzer FC. Dort kam er zu seinem ersten Einsatz im Profibereich, als er am 1. Spieltag beim 1:0-Heimsieg gegen den FSV Zwickau in der Startformation stand. Am Ende der Saison 2017/18 verließ Laurin von Piechowski den Chemnitzer FC und schloss sich im August 2018 dem SV Rödinghausen in der Fußball-Regionalliga West an. Mit dem Verein konnte er in der Saison 2019/20 die Meisterschaft gewinnen.
Im Sommer 2020 verpflichtete ihn die SV Elversberg aus der Regionalliga Südwest. Mit seiner Mannschaft stieg er am Ende der Saison 2021/2022 in die 3. Liga und am Ende der Saison 2022/2023 in die 2. Bundesliga auf, verließ den Verein jedoch anschließend. Nach mehrmonatiger Vereinslosigkeit schloss er sich im November 2023 dem Regionalligisten FC 08 Homburg an. Im Sommer 2024 wechselte er in die Regionalliga Nordost zum 1. FC Lokomotive Leipzig.

## Erfolge
- Regionalliga West Meister: 2020
- Saarlandpokalsieger: 2020
- Meister der Regionalliga Südwest und Aufstieg in die 3. Liga: 2022
- Meister der 3. Liga und Aufstieg in die 2. Bundesliga: 2023